# Dusona erythra
Dusona erythra là một loài tò vò trong họ Ichneumonidae.